# Ассаго
Ассаго, Ассаґо (італ. Assago) — муніципалітет в Італії, у регіоні Ломбардія, метрополійне місто Мілан.
Ассаго розташоване на відстані близько 480 км на північний захід від Рима, 9 км на південний захід від Мілана.
Населення — 8244 особи (2012).
Покровитель — святий Дезидерій.

## Демографія
Населення за роками:

Станом на 1 січня 2023 року в муніципалітеті офіційно проживало 477 іноземців з 66 країн, серед них 114 громадян країн Євросоюзу та 14 громадян України.

## Сусідні муніципалітети
- Буччинаско
- Мілан
- Роццано
- Цибідо-Сан-Джакомо